# Трансильванія – Арад
Трансильванія — Арад — один з основних газотранспортних коридорів румунської газотранспортної системи.
Традиційно головні запаси природного газу Румунії зосереджені в центральній частині країни, у Трансильванії (втім, у 21 столітті існують перспективи значного нарощування ресурсної бази за рахунок чорноморського шельфу). Видобуток блакитного палива розпочався тут ще на початку 20 століття, у другій половині 1940-х ресурс звідси подали бо Бухаресту, а вже наступного десятиліття масштабне розгортання програми видобутку дозволило прокласти газопроводи з Трансильванії на захід, північ та схід країни.
На західному напрямку у другій половині 1950-х спорудили трубопровід «Захід І» довжиною 330 км та діаметром 500 мм, який пройшов по маршруту від Боторки через Хацег до Араду. У 1960-х між трансильванським Коройсинмертін (два з половиною десятки кілометрів на північний схід від Боторки) та Хацегом проклали газопровід «Захід ІІ» довжиною 180 км, виконаний у діаметрах 600 мм та 500 мм.
Наразі між Трансильванією та заходом країни діє газотранспортний коридор, до якого належать такі відтинки:
- Боторка — Беча (кілька кілометрів від Хунедоари), на якому прокладено три нитки — дві в діаметрі 600 мм (довжиною 129 та 125 км) та одна з діаметром 500 мм (довжиною 132 км);
- Беча — Хацег — Арад, на якому прокладено дві нитки довжиною 206 та 201 км. Майже по всій довжині вони мають діаметр у 500 мм, за виключенням завершальної ділянки завдовжки пів сотні кілометрів між Рекашем та Арадом, де діаметр першої нитки збільшується до 600 мм, а діаметр другої становить 500/400/300 мм.
Серед інших газопроводів, з якими сполучається транспортний коридор Трансильванія — Арад, можливо назвати лінію Хацег — Хурезань (створює сполучення з газовидобувним регіоном Олтенії), виведений до Араду інтерконектор з угорською газотранспортною системою та трубопровід Арад – Медієшу-Ауріт (сполучає з газотранспортним коридором Трансильванія — Північ).
На трасі коридору Трансильванія — Арад працює одна компресорна станція у Вінцу-де-Жос, обладнана двома агрегатами швейцарськоі компанії Sulzer.
По всій протяжності коридора можливий бідирекціональний рух ресурсу (при цьому серед великих споживачів в центральній Трансильванії можливо назвати комплекс з виробництва добрив Тиргу-Муреш).
Поряд з Бечею розташований великий споживач блакитного палива — металургійний комбінат у Хунедоарі, а в кінцевому пункті маршруту на природному газі працює ТЕЦ Арад. Приблизно посередині відтинку Беча — Арад відходить двониткове (400 мм та 350 мм) відгалуження до Решиці, де наразі працюють залишкові виробництва іншого металургійного комбінату, а в самому Араді раніше існував великий завод азотної хімії (закритий в 1990-му).